# تک‌تیرانداز آمریکایی (فیلم)
تک‌تیرانداز آمریکایی (به انگلیسی: American Sniper) یک فیلم محصول سال ۲۰۱۴ آمریکا در ژانر زندگی‌نامه جنگی درام به کارگردانی کلینت ایستوود و نویسندگی جیسون هال است. داستان فیلم برگرفته از کتاب تک‌تیرانداز آمریکایی و روایت زندگی تک تیرانداز آمریکایی کریس کایل است.
فیلم در ۶ ژانویه ۲۰۱۵، به‌طور گسترده اکران شد و رکوردهای متعدد فروش ابتدایی در گیشه را شکست. این فیلم بهترین فروش آغازین را در کارنامهٔ ایستوود ثبت کرد و همچنین با پشت سرگذاشتن نجات سرباز رایان نام خود را به عنوان پرفروش‌ترین فیلم جنگی تاریخ سینما (بدون درنظرگرفتن تورم) ثبت کرد.
این فیلم در جوایز اسکار ۸۷ام برای شش بخش بهترین فیلم، بهترین تدوین فیلم، بهترین تدوین صدا، بهترین میکس صدا، بهترین فیلم‌نامه اقتباسی و بهترین بازیگر نقش اول مرد نامزد جایزه شد که تنها موفق به دریافت جایزه بهترین تدوین صدا گردید. همچنین این فیلم نامزد جایزه سینمایی ام‌تی‌وی در بخش بهترین فیلم سال بود.
تک تیرانداز آمریکایی بر اساس خاطرات کریس کایل، عضو واحدهای کماندویی نیروی دریایی آمریکا معروف به سیل ساخته شده‌است.

## خلاصه داستان
داستان فیلم که براساس واقعیت می‌باشد دربارهٔ «کریس کایل» و سرباز نیروی دریایی آمریکا است که توانست تبدیل به یکی از بهترین تک تیراندازهای ارتش آمریکا شود.

## عناوین بدست آمده
برنده اسکار بهترین تدوین صدا
کاندیدای اسکار بهترین فیلم
کاندیدای اسکار بهترین بازیگر نقش اول مرد
کاندیدای اسکار بهترین فیلمنامه اقتباسی
کاندیدای اسکار بهترین صداگذاری
کاندیدای اسکار بهترین تدوین